# سيرجيو غوميز
سيرجيو غوميز (بالإسبانية: Sergio Gómez Cegarra) (30 مارس 1991 برشلونة إسبانيا - ) هو لاعب كرة قدم إسباني يلعب كلاعب وسط.

## روابط خارجية
- سيرجيو غوميز على موقع قاعدة بيانات كرة القدم.إي يو (الإنجليزية)
- سيرجيو غوميز على موقع Soccerway.com (الإنجليزية)
- سيرجيو غوميز على موقع AS.com (الإسبانية)